# Tebnah
 (janvier 2012).
Le village de Tebnah en (arabe تبنة) se situe dans le Sud de la 
Syrie dans les plaines verdoyantes de Hauran.  Elle se trouve à 58 km au sud de Damas, et environ à 42 km au nord de Deraa, dont elle dépend administrativement.

## Population
Le nombre d’habitants de Tebnah s’élève à environ 4 000 à l’intérieur de la ville même. Ceci dépend de la saison puisqu’en été, nombre de travailleurs migrants reviennent au village. 
Les habitants sont chrétiens de l'Église grecque-catholique melkite dits en arabe « Roum (الروم) » ce qui signifie « les Romains ». Des localités voisines comme Bassir, Khabab, Mesmiyeh, etc. sont également de confession chrétienne de l'Église grecque-catholique melkite (rite byzantin de langue arabe).

## Sources
- « http://www.khabab.net/vb/showthread.php?t=8437 »(Archive.org • Wikiwix • Archive.is • Google • Que faire ?)